# بیچ (آیووا)
بیچ (به انگلیسی: Beech) یک منطقهٔ مسکونی در ایالات متحده آمریکا است که در شهرستان وارن، آیووا واقع شده‌است.